# Protounguicularia brevicapitata
Protounguicularia brevicapitata är en svampart som beskrevs av Raitv. & R. Galán 1986. Protounguicularia brevicapitata ingår i släktet Protounguicularia och familjen Hyaloscyphaceae.   Inga underarter finns listade i Catalogue of Life.